# 切雷什內韋 (別里斯拉夫區)
47°22′1″N 33°31′49″E / 47.36694°N 33.53028°E
切雷什内韋（烏克蘭語：Черешневе）是位於烏克蘭南部的村莊，由赫爾松州別里斯拉夫區的維索科皮利亞市鎮負責管轄。該村面積8.14平方公里，海拔高度79米，2001年人口103，人口密度每平方公里12.7人。